# Aderbissinat
Aderbissinat (auch: Adarbisnat, Aderbisnat, Aderbissanat und Aderbissnat) ist eine Landgemeinde und der Hauptort des gleichnamigen Departements Aderbissinat in Niger.

## Geographie

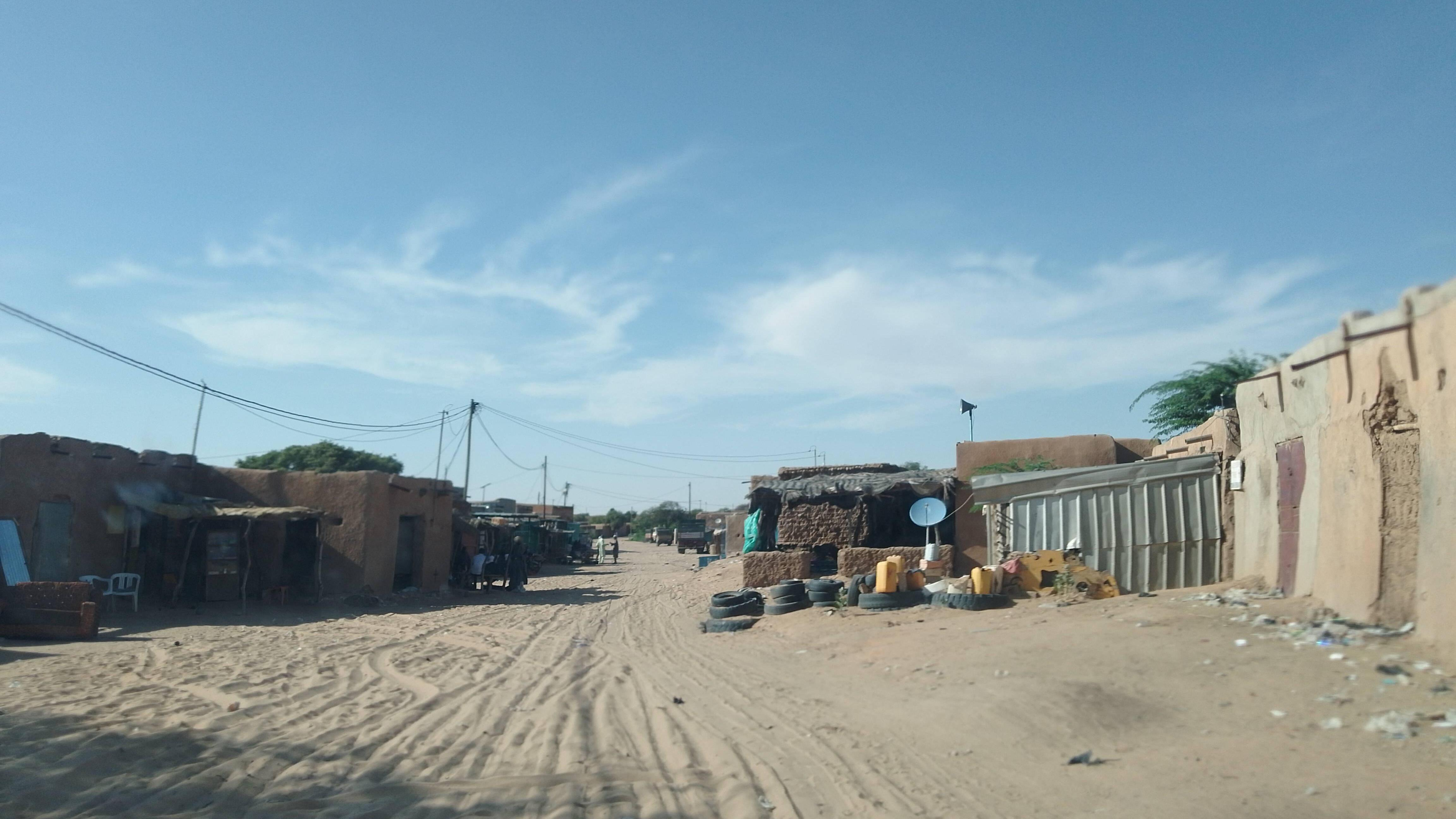
Eine Straße im Hauptort Aderbissinat (2023)

Aderbissinat befindet sich im zentralen Teil des Landes. Durch den Norden des Gemeindegebiets zieht sich die Geländestufe Tiguidit, die das Hochgebirge Aïr im Norden von den ebenen Landschaften Tadrès und Tegama im Südosten trennt. Die Nachbargemeinden von Aderbissinat sind die Regionalhauptstadt Agadez und Tchirozérine im Norden, Tabelot im Nordosten, Fachi im Osten, Tesker im Südosten, Tarka und Tenhya im Süden, Gadabédji im Südwesten sowie Ingall im Westen.
Bei den Siedlungen im Gemeindegebiet handelt es sich um 25 Dörfer, 8 Weiler, 14 Lager und 140 Wasserstellen. Der Hauptort der Landgemeinde ist das Dorf Aderbissinat. Auf vier Wasserstellen in Aderbissinat erhebt die Nachbargemeinde Ingall und auf eine Wasserstelle die Nachbargemeinde Tabelot Anspruch. Umgekehrt beansprucht Aderbissinat vier weitere Wasserstellen in Ingall.

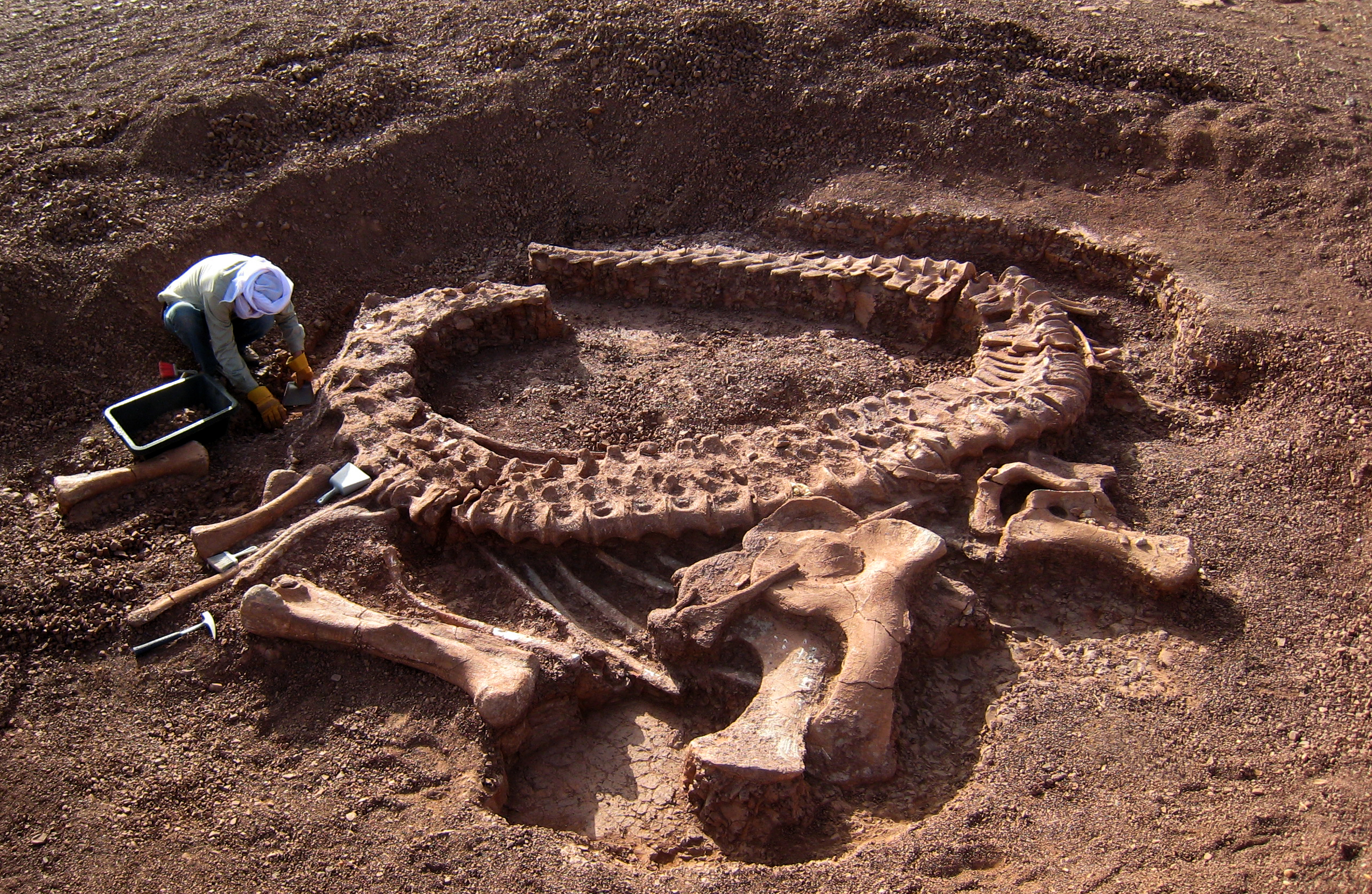
Ausgrabung des Skeletts eines Spinophorosaurus nigerensis in Aderbissinat (2007)

Im Gebiet um den Hauptort befinden sich mehrere bedeutende Saurierfriedhöfe. Die Jagdzone von Tchintaborak ist eines der von der staatlichen Generaldirektion für Umwelt, Wasser und Forstwirtschaft festgelegten offiziellen Jagdreviere Nigers.

## Geschichte
Im Gemeindegebiet liegt die Siedlung Marandet, eines der alten Zentren des Aïr.
Die französische Forschungs- und Militärexpedition Mission Foureau-Lamy verbrachte die Nacht vom 22. zum 23. Oktober 1899 am Brunnen von Aderbissinat. Die 429 Kilometer lange Piste zwischen den Städten Agadez und Zinder, die durch Aderbissinat führte, galt in den 1920er Jahren als einer der Hauptverkehrswege in der damaligen französischen Kolonie Niger. Zwischen Agadez und dem Ort Tanout war sie auf Kamele ausgerichtet. Der Naturforscher Angus Buchanan, der Aderbissinat im April 1920 besuchte, beschrieb es als winzige und trostlose Siedlung, der jedoch als Zwischenstation für Transporte nach Agadez große Bedeutung zukam. Das französische Übersee-Forschungsinstitut Office de la Recherche Scientifique et Technique Outre-Mer (ORSTOM) betrieb in Aderbissinat eine geomagnetische Station, die zu einem Netzwerk von mehreren hundert ORSTOM-Stationen in Westafrika gehörte, an denen in den 1950er Jahren geomagnetische Messungen vorgenommen wurden.
In Aderbissinat wurde 1988 ein Verwaltungsposten (poste administratif) eingerichtet, eine von einem chef de poste administratif geleitete untere Verwaltungseinheit. Seit 2011 gehört die Landgemeinde nicht mehr zum Departement Tchirozérine, sondern zum neugeschaffenen Departement Aderbissinat. Der Verwaltungsposten wurde zum Hauptort des Departements erhoben.

## Bevölkerung

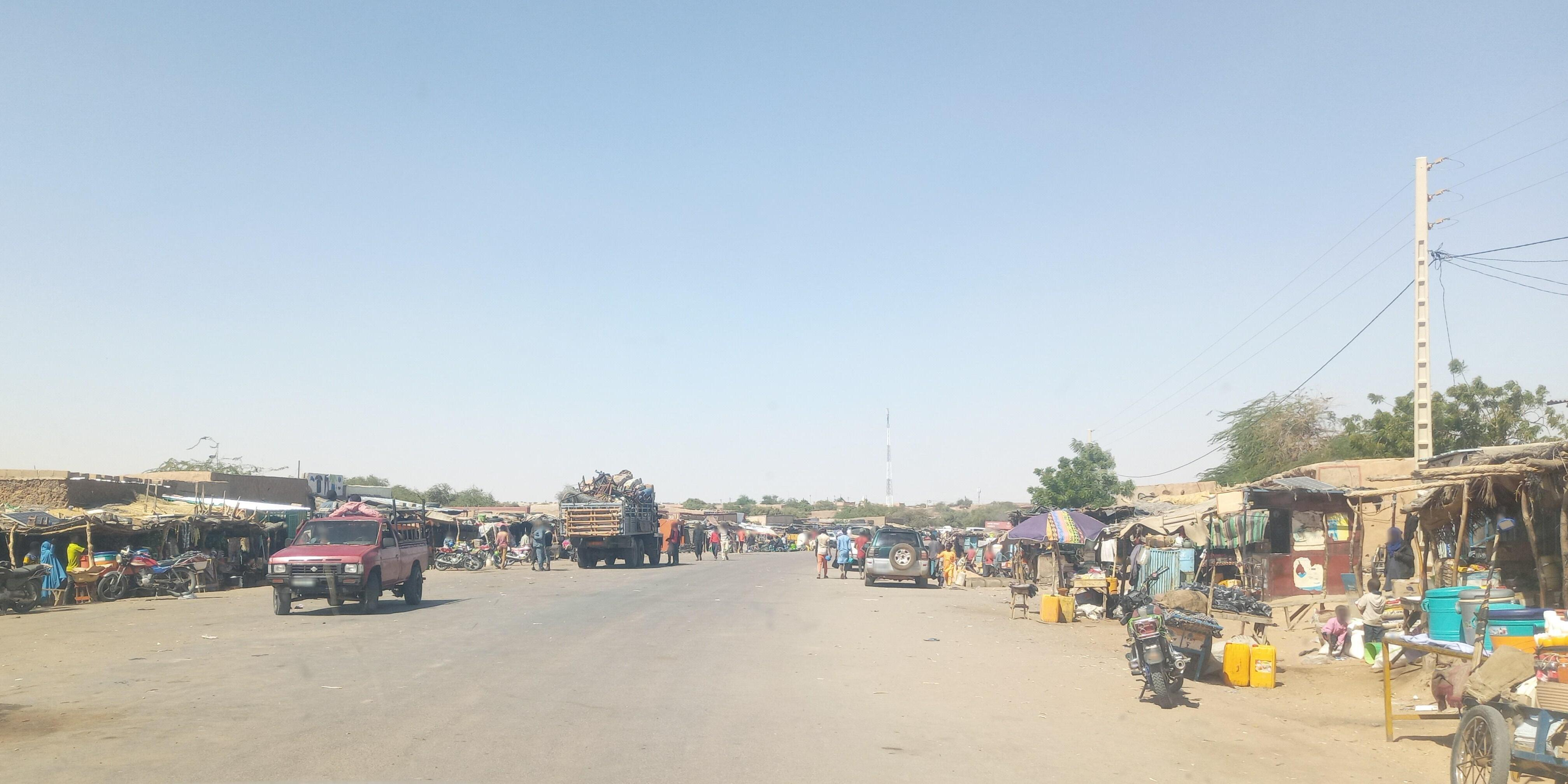
Straßenmarkt in Aderbissinat (2023)

Bei der Volkszählung 2012 hatte die Landgemeinde 35.320 Einwohner, die in 6.264 Haushalten lebten. Bei der Volkszählung 2001 betrug die Einwohnerzahl 17.540 in 3.236 Haushalten.
Im Hauptort lebten bei der Volkszählung 2012 4.672 Einwohner in 790 Haushalten, bei der Volkszählung 2001 2.776 in 514 Haushalten und bei der Volkszählung 1988 3.144 in 611 Haushalten.
In ethnischer Hinsicht ist die Gemeinde ein Siedlungsgebiet von Tuareg, Fulbe, Hausa und Arabern. In der Gegend des Dorfs Tchintaborak leben Angehörige der Tuareg-Gruppe Imakitan. Für Fulbe-Nomaden sind die Brunnen im Hauptort und im Dorf Abalama von Bedeutung.

## Politik
Der Gemeinderat (conseil municipal) hat 14 Mitglieder. Mit den Kommunalwahlen 2020 sind die Sitze im Gemeinderat wie folgt verteilt: 10 PNDS-Tarayya, 3 MPR-Jamhuriya und 1 RDP-Jama’a.
Traditionelle Ortsvorsteher (chefs traditionnels) stehen an der Spitze von 12 Dörfern in der Gemeinde, darunter dem Hauptort.

## Wirtschaft und Infrastruktur

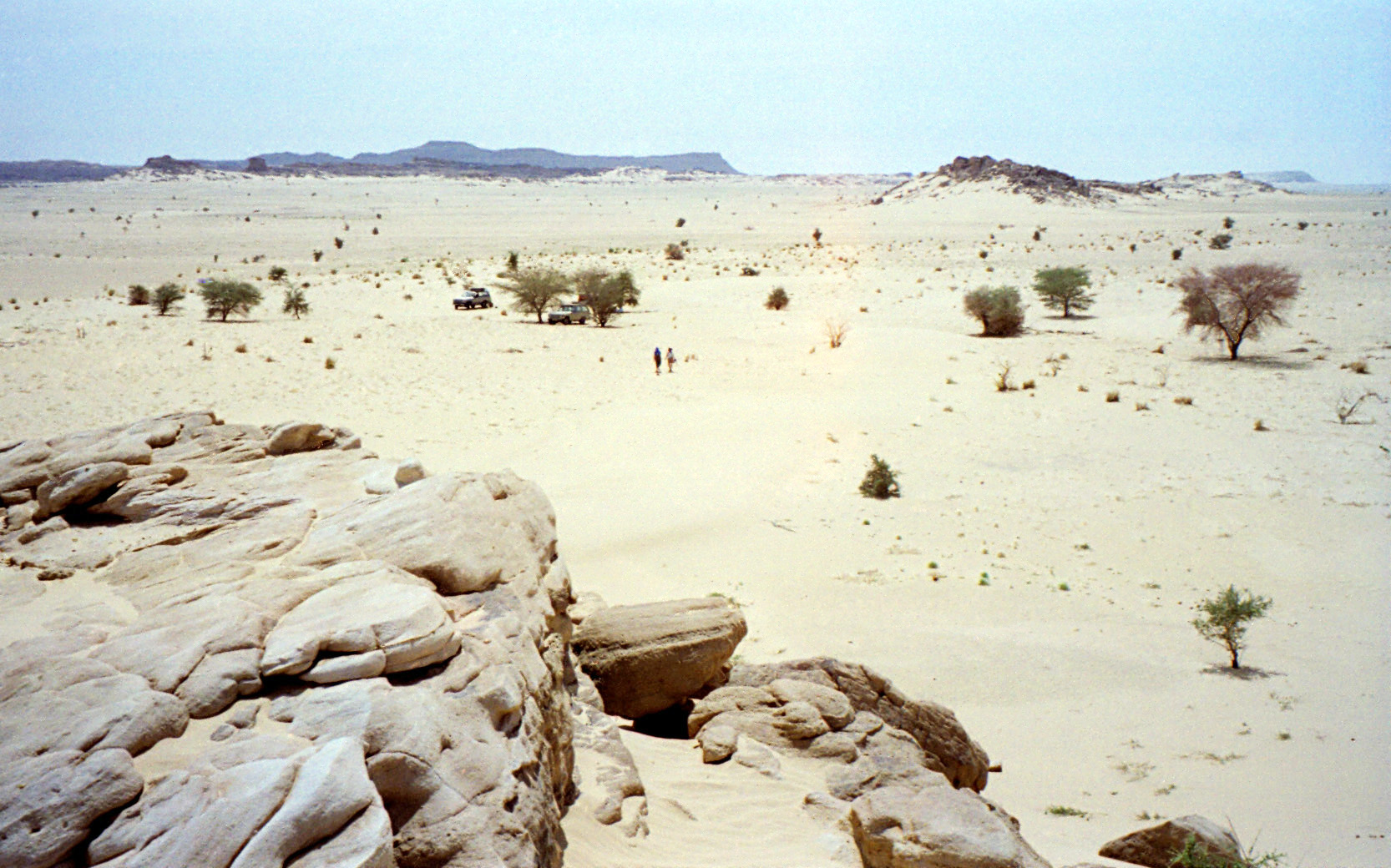
Wüstengebiet in Aderbissinat (2007)

Während der Südosten des Gemeindegebiets von der Wüste dominiert wird, kann der Südwesten weidewirtschaftlich genutzt werden. Im Norden wird die für das Aïr-Gebirge typische Berglandwirtschaft betrieben. Der Anbau von Sorghum, Hirse, Mais und Bohnen hat eine jahrhundertelange Tradition und ist zunehmend durch sich den verringernden Wassergehalt im Boden gefährdet. Als Maßnahme gegen die Bodenerosion wurden unter anderem über 40.000 Bäume gepflanzt. Eine regionale Spezialität ist ein trockener Ziegenkäse.
Der stark frequentierte Wochenmarkt im Hauptort findet jeden Freitag statt. Er wurde in den 2010er Jahren zweimal neu gegründet, bis er angenommen wurde. Hier werden Geschirr, Küchenutensilien, Kleidung und Stoffe, Hygieneprodukte sowie Lebensmittel wie Datteln aus Bilma und Getreide gehandelt. Am bedeutendsten ist der angeschlossene Viehmarkt für Kamele, Rinder, Ziegen und Schafe. Er zieht Händler unter anderem aus Agadez, Arlit, Belbédji, Tanout, Tessaoua und Zinder sowie aus Nigeria an. Einen weiteren Viehmarkt gibt es im Dorf Tchintaborak, an dem der Markttag der Samstag ist. Das staatliche Versorgungszentrum für landwirtschaftliche Betriebsmittel und Materialien (CAIMA) unterhält Verkaufsstellen im Hauptort und in Tchintaborak. Die Niederschlagsmessstation im Hauptort befindet sich auf 467 m Höhe und wurde 1977 in Betrieb genommen.
Gesundheitszentren des Typs Centre de Santé Intégré (CSI) sind im Hauptort sowie in den Siedlungen Abalama, Marandet, Tagdofat und Tchintaborak vorhanden. Das Gesundheitszentrum im Hauptort verfügt über ein eigenes Labor und eine Entbindungsstation. Der CEG Aderbissinat ist eine allgemein bildende Schule der Sekundarstufe des Typs Collège d’Enseignement Général (CEG). Der Collège d’Enseignement Technique d’Aderbissinat (CET Aderbissinat) ist eine technische Fachschule. Beim Centre de Formation aux Métiers d’Aderbissinat (CFM Aderbissinat) handelt es sich um ein Berufsausbildungszentrum. Im Hauptort wird seit August 2000 ein lokaler Bürgerhörfunk (radio communautaire) betrieben.

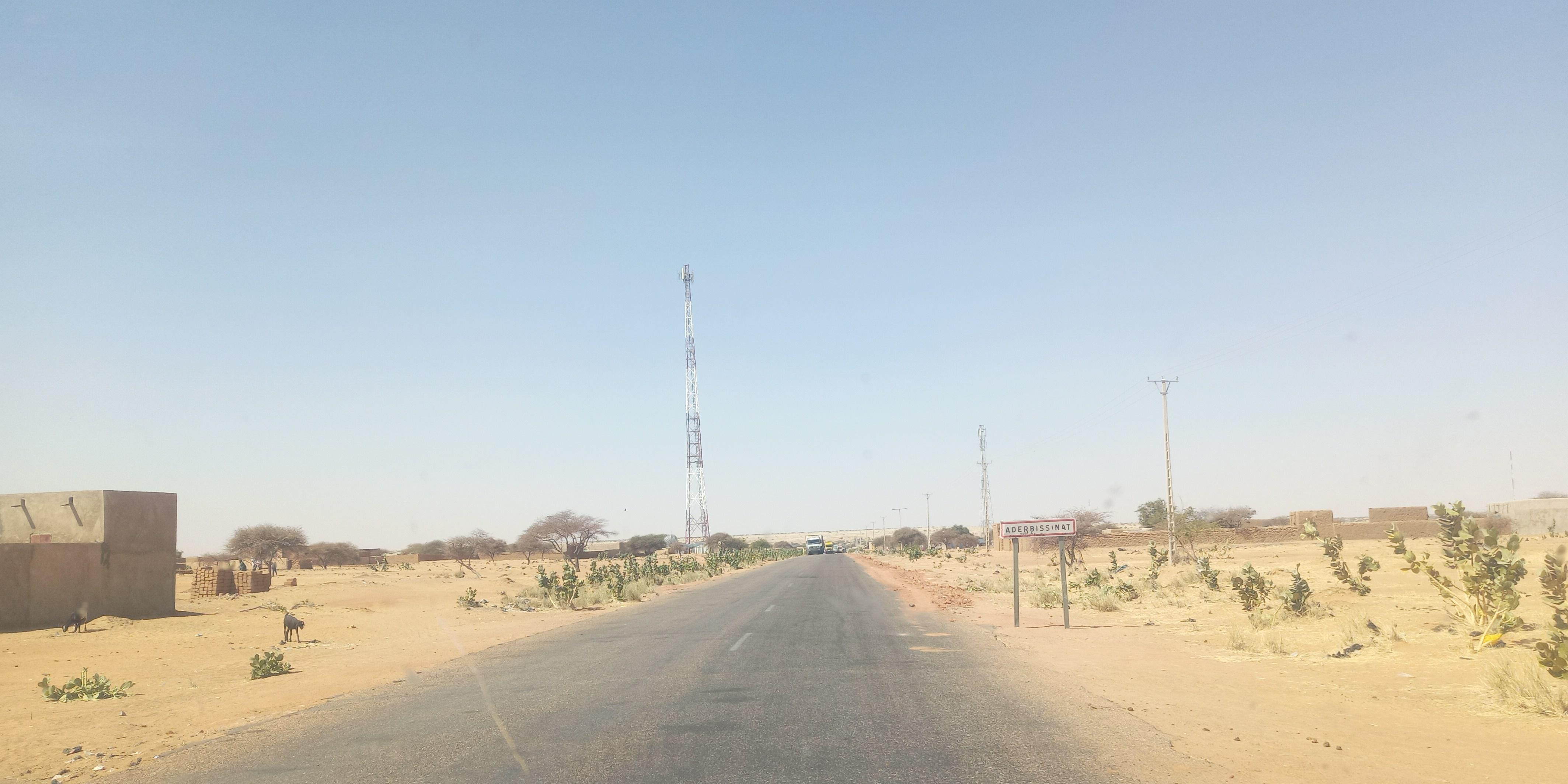
Nationalstraße 11 mit Ortstafel von Aderbissinat (2023)

Durch die Gemeinde, unter anderem durch den Hauptort, verläuft die 980,9 Kilometer lange Nationalstraße 11 zwischen der Staatsgrenze zu Algerien im Norden und der Staatsgrenze zu Nigeria im Süden.

## Gemeindepartnerschaft
Aderbissinat unterhält eine Gemeindepartnerschaft mit der Communauté de communes de Guingamp, einem Verbund der französischen Gemeinden Grâces, Guingamp, Pabu, Plouisy, Ploumagoar und Saint-Agathon.